# Tungben
Tungben eller hyoidben (latin: os hyoideum, av grekiska: hyoeides, "ypsilon-format", υ) är i människans kropp, ett ben i halsen som inte ledar till något annat ben, utan bärs av halsmuskler. Tungbenet har fått sitt namn eftersom det bär tungroten. Det har formen av en hästsko och hänger ned i ligament från processus styloideus på tinningbenet.
Tungbenet består av fem delar: En kropp (corpus), två större och två mindre hornliknande utskott (cornua).

## Corpus
Kroppen (corpus ossis hyoidei) utgör benets centrala, kvadratiska del. 
Tungbenets främre yta är konvex och riktad framåt och uppåt. Ytans övre hälft korsas av en transversell ås och ytan delas ofta av en vertikal ås, som vanligen är skönjbar ovanför den transversella men sällan under denna. Musculus geniohyoideus fäster både under och över den transversella åsen och delar av musculus hyoglossus ursprung finns lateralt därom. Under den transversella åsen har musculus mylohyoideus, musculus sternohyoideus och musculus omohyoideus sina ursprung.
Insidan är slät, konkav och riktad bakåt och nedåt. Ytan avskiljs från struplocket (epiglottis) av ett membran (membrana hyothyreoidea), areolar vävnad och en bursa. Ovansidan är rundad och utgör fäste för membrana hyothyreoidea och för några av m. genioglossus aponeurotiska fibrer. I de undre kanten fäster m. sternohyoideus medialt och m. omohyoideus lateralt, ibland även m. thyrohyoideus och i förekommande fall m. levator glandulae thyroideae.
Tidigt i livet är corpus laterala kanter fästa vid cornua majora med synkondroser som sent i livet förbenas.

## Cornua majora
De stora utskotten, cornua majora, sträcker sig bakåt från corpus laterala kanter för att sedan böja av uppåt. I hornens ändar fäster ligamentum hyothyreoideum laterale. På den skrovliga ovansidan fäster flera muskler, bland annat har musculus hyoglossus och musculus constrictor pharyngis medius sina ursprung här. Musculus digastricus och musculus stylohyoideus fäster framför dessa. Membrana hyothyreoidea fäster i den mediala sidan och musculus thyrohyoideus fäster i den främre delen av den laterala sidan.

## Cornua minora
Där corpus övergår i cornua majora sitter de mindre, konformade utskotten, cornua minora. De är förbundna med corpus med fibrös vävnad och ibland till det större utskottet med en vanligen fri led. Dessa mindre utskott ligger i linje med den transversella åsen på corpus och tycks vara en morfologisk fortsättning på denna. Ligamentum stylohyoideus fäster i utskottens ändar.

## Ossifikation
Tungbenet har sex förbeningskärnor: två för corpus och en för varje utskott. Ossifikationen inleds med cornua majora i slutet av fosterlivet, följt av corpus. Cornua minora förbenas under första eller andra levnadsåret.

## Funktion
Tungbenet ökar tungans och struphuvudets rörelseomfång och utgör alltså en del av talapparaten. Tungbenet saknas hos människans närmaste nu levande släktingar. Neandertalmänniskan hade dock ett tungben som i princip var identiskt med vårt, något som tillsammans med andra antropologiska ledtrådar gör det troligt att de använde någon form av språk.

## Skador
Tungbenets läge gör att det sällan utsätts för benbrott. En fraktur på tungbenet tolkas ofta som ett bevis för strypning.

## Tungbensmuskler
Tungbensmuskler kallas de muskler som fäster i tungbenet. Denna muskelgrupp brukar delas upp i muskler ovanför respektive nedanför tungbenet:
- Suprahyoida muskler
  - Musculus digastricus
  - Musculus stylohyoideus
  - Musculus mylohyoideus
  - Musculus geniohyoideus
- Infrahyoida muskler
  - Musculus sternohyoideus
  - Musculus omohyoideus
  - Musculus sternothyroideus
  - Musculus thyrohyoideus

### Webbkällor
- ”Tungben”. Svensk MeSH. Karolinska Institutet. https://mesh.kib.ki.se/term/D006928/hyoid-bone. Läst 26 september 2020.
- Gray, Henry (1918). ”The Hyoid Bone”. Gray’s Anatomy. https://www.bartleby.com/107/45.html. Läst 26 september 2020.
- Gray, Henry (1918). ”The Supra- and Infrahyoid Muscles”. Gray’s Anatomy. https://www.bartleby.com/107/112.html. Läst 26 september 2020.